# DHB-Pokal der Frauen 2009/10
Die Handballspiele um den DHB-Pokal 2010 der Frauen fanden zwischen 3. September 2009 und 2. Mai 2010 statt. Die Endrunde, das Final Four, wurde am 1. und 2. Mai 2010 in der Erdgasarena in Riesa ausgespielt.

## Hauptrunden

### 1. Runde
Die Auslosung der 1. Runde fand am 14. Juni 2009 statt. 

In der 1. Runde nehmen keine Mannschaften aus der 1. Handball-Bundesliga teil. 

Die Spiele der 1. Runde fanden am 3./5./6. September 2009 statt. Der Gewinner jeder Partie zog in die 2. Runde des DHB-Pokals 2010 ein.
| Heimmannschaft               | Endergebnis       | Gastmannschaft           | Datum & Zeit            |
| ---------------------------- | ----------------- | ------------------------ | ----------------------- |
| TSV Ellerbek                 | 29 : 23 (12 : 11) | TSV Wandsetal            | 03.09.09, Do. 20:30 Uhr |
| SV Garßen-Celle II           | 29 : 30 (15 : 13) | SHV Oschatz              | 05.09.09, Sa. 16:00 Uhr |
| HSG Holstein Kiel/Kronshagen | 15 : 32 (06 : 12) | SG Handball Rosengarten  | 05.09.09, Sa. 17:00 Uhr |
| TSG Calbe                    | 31 : 20 (19 : 09) | MTV Post Eintracht Celle | 05.09.09, Sa. 17:00 Uhr |
| ESV 1927 Regensburg          | 21 : 28 (13 : 16) | SG Leutershausen         | 05.09.09, Sa. 18:00 Uhr |
| SG 09 Kirchhof               | 41 : 20 (26 : 07) | SC Markranstädt          | 05.09.09, Sa. 18:00 Uhr |
| Thüringer HC II              | 30 : 47 (10 : 21) | TV Mainzlar              | 05.09.09, Sa. 18:00 Uhr |
| Werder Bremen                | 25 : 32 (12 : 20) | BVB Füchse Berlin        | 05.09.09, Sa. 18:30 Uhr |
| ASV Einigkeit Süchteln       | 16 : 45 (07 : 20) | TV Beyeröhde             | 05.09.09, Sa. 18:45 Uhr |
| HSG Stemmer/Friedewalde      | 27 : 30 (09 : 13) | Rostocker HC             | 05.09.09, Sa. 19:00 Uhr |
| TSV Ismaning                 | 25 : 33 (12 : 15) | SV Allensbach            | 05.09.09, Sa. 19:00 Uhr |
| TuS Metzingen                | 27 : 30 (12 : 16) | HSG Bensheim/Auerbach    | 05.09.09, Sa. 19:30 Uhr |
| HSG Albstadt                 | 22 : 36 (10 : 15) | TV Nellingen             | 05.09.09, Sa. 20:00 Uhr |
| SFN Vechta                   | 19 : 30 (09 : 17) | TV Walsum-Aldenrade      | 06.09.09, So. 14:00 Uhr |
| TuS Bannberscheid            | 11 : 44 (03 : 23) | PSV Recklinghausen       | 06.09.09, So. 15:00 Uhr |
| FSG Sulzbach/Leidersbach     | 35 : 19 (17 : 09) | DJK Marpingen            | 06.09.09, So. 16:00 Uhr |
| Spvg Steinhagen              | 35 : 26 (13 : 19) | HSG Bergischer Panther   | 06.09.09, So. 17:00 Uhr |

### 2. Runde
Die Auslosung der 2. Runde fand am 7. September 2009 statt. 

In der 2. Runde nehmen keine Mannschaften aus der 1. Handball-Bundesliga teil. 

Die Ligen der Teams entsprechen der Saison 2009/10. 

Für die 2. Runde sind folgende Mannschaften qualifiziert:
| 2. Bundesliga | Regionalligen | Oberliga & weitere |
| Nord - SG Handball Rosengarten - SC Greven 09 - HSC 2000 Magdeburg - SV Union Halle-Neustadt - BVB Füchse Berlin - Rostocker HC - TSV Travemünde - TSV Nord Harrislee - PSV Recklinghausen Süd - TuS Weibern - BSV Sachsen Zwickau - SV Allensbach - TV Nellingen - TV Mainzlar - TV Beyeröhde - TSG Ketsch - HSG Bensheim/Auerbach | Regionalliga Nord - VfL Stade - SV Union Halle-Neustadt II - HV Lüneburg Regionalliga Nordost - TSV Ellerbek Regionalliga Süd - TS Ottersweier - SG Leutershausen - TV Möglingen Regionalliga Südwest - SG 09 Kirchhof - 1. FSV Mainz 05 - SV Germania Fritzlar Regionalliga West - TV Walsum-Aldenrade - TuS Lintfort - HSV Gräfrath | Oberliga Hessen - FSG Sulzbach/Leidersbach - HSG Dutenhofen/Münchholzhausen Oberliga Rheinland-Pfalz - SG Albersweiler-Hauenstein-Ranschbach Oberliga Sachsen - SHV Oschatz Oberliga Sachsen-Anhalt - TSG Calbe Oberliga Schleswig-Holstein - TSV Altenholz Oberliga Westfalen - Spvg Steinhagen - Königsborner SV Landesliga Schleswig-Holstein - HSG Hamdorf/Breiholz Landesliga Westfalen - TuS Drolshagen |

Die Spiele der 2. Runde fanden am 29./30. September und 2.–4. Oktober 2009 statt. Der Gewinner jeder Partie zog in die 3. Runde des DHB-Pokals 2010 ein.
| Heimmannschaft                        | Endergebnis       | Gastmannschaft             | Datum & Zeit            |
| ------------------------------------- | ----------------- | -------------------------- | ----------------------- |
| HSV Gräfrath                          | 19 : 27 (14 : 13) | TuS Lintfort               | 29.09.09, Di. 20:15 Uhr |
| SG Leutershausen                      | 24 : 26 (15 : 12) | TS Ottersweier             | 30.09.09, Mi. 20:00 Uhr |
| SG 09 Kirchhof                        | 28 : 30 (12 : 17) | TV Mainzlar                | 02.10.09, Fr. 20:00 Uhr |
| TSV Ellerbek                          | 20 : 35 (10 : 18) | TSV Travemünde             | 02.10.09, Fr. 20:00 Uhr |
| TSG Calbe                             | 15 : 38 (07 : 21) | BSV Sachsen Zwickau        | 03.10.09, Sa. 14:30 Uhr |
| TSV Altenholz                         | 19 : 33 (10 : 17) | VfL Stade                  | 03.10.09, Sa. 16:00 Uhr |
| SG Handball Rosengarten               | 27 : 26 (16 : 14) | TSV Nord Harrislee         | 03.10.09, Sa. 16:00 Uhr |
| HV Lüneburg                           | 21 : 36 (08 : 16) | BVB Füchse Berlin          | 03.10.09, Sa. 16:30 Uhr |
| SHV Oschatz                           | 24 : 33 (11 : 11) | SV Union Halle-Neustadt II | 03.10.09, Sa. 17:00 Uhr |
| HSG Dutenhofen/Münchholzhausen        | 22 : 40 (11 : 16) | SV Union Halle-Neustadt    | 03.10.09, Sa. 18:00 Uhr |
| Spvg Steinhagen                       | 30 : 29 (11 : 13) | TV Walsum-Aldenrade        | 03.10.09, Sa. 18:00 Uhr |
| TuS Drolshagen                        | 21 : 29 (14 : 20) | TV Beyeröhde               | 03.10.09, Sa. 18:00 Uhr |
| PSV Recklinghausen                    | 23 : 29 (14 : 14) | TuS Weibern                | 03.10.09, Sa. 18:00 Uhr |
| SV Germania Fritzlar                  | 21 : 34 (10 : 16) | HSC 2000 Magdeburg         | 03.10.09, Sa. 19:00 Uhr |
| HSG Hamdorf/Breiholz                  | 20 : 36 (10 : 14) | Rostocker HC               | 03.10.09, Sa. 19:00 Uhr |
| Königsborner SV                       | 14 : 34 (08 : 14) | SC Greven 09               | 03.10.09, Sa. 19:15 Uhr |
| FSG Sulzbach/Leidersbach              | 30 : 26 (13 : 12) | TSG Ketsch                 | 04.10.09, So. 16:00 Uhr |
| SG Albersweiler-Hauenstein-Ranschbach | 22 : 26 (07 : 09) | 1. FSV Mainz 05            | 04.10.09, So. 16:00 Uhr |
| TV Nellingen                          | 29 : 22 (12 : 09) | HSG Bensheim/Auerbach      | 04.10.09, So. 17:00 Uhr |
| TV Möglingen                          | 19 : 28 (06 : 14) | SV Allensbach              | 04.10.09, So. 17:00 Uhr |

### 3. Runde
Die Auslosung der 3. Runde fand am 6. Oktober 2009 statt. 

Die Ligen der Teams entsprechen der Saison 2009/10. 

Für die 3. Runde sind folgende Mannschaften qualifiziert:
| Bundesliga | 2. Bundesliga | Regionalligen & weitere |
| - Bayer Leverkusen - HC Leipzig - Buxtehuder SV - FHC Frankfurter/Oder - VfL Oldenburg - HSG Blomberg-Lippe - Frisch Auf Göppingen - DJK/MJC Trier - Thüringer HC - Borussia Dortmund - SVG Celle - VfL Sindelfingen | Nord - SG Handball Rosengarten - SC Greven 09 - HSC 2000 Magdeburg - SV Union Halle-Neustadt - BVB Füchse Berlin - Rostocker HC - TSV Travemünde Süd - TuS Weibern - BSV Sachsen Zwickau - SV Allensbach - TV Nellingen - TV Mainzlar - TV Beyeröhde | Regionalliga Nord - VfL Stade - SV Union Halle-Neustadt II Regionalliga Süd - TS Ottersweier Regionalliga Südwest - 1. FSV Mainz 05 Regionalliga West - TuS Lintfort Oberliga Nordrhein-Westfalen - Spvg Steinhagen Oberliga Hessen - FSG Sulzbach/Leidersbach |

Die Spiele der 3. Runde fanden vom 7./9./10./13. Januar 2010 statt. Der Gewinner jeder Partie zog in das Achtelfinale des DHB-Pokals ein.
| Heimmannschaft             | Endergebnis        | Gastmannschaft          | Datum & Zeit            |
| -------------------------- | ------------------ | ----------------------- | ----------------------- |
| BSV Sachsen Zwickau        | 29 : 35 (18 : 15)  | Bayer Leverkusen        | 07.01.10, Do. 19:30 Uhr |
| Spvg Steinhagen            | 09 : 52 (03 : 27)  | Buxtehuder SV           | 09.01.10, Sa. 17:00 Uhr |
| 1. FSV Mainz 05            | 18 : 30 (06 : 15)  | DJK/MJC Trier           | 09.01.10, Sa. 18:00 Uhr |
| TS Ottersweier             | 27 : 34 (09 : 18)  | TV Mainzlar             | 09.01.10, Sa. 18:00 Uhr |
| VfL Stade                  | 17 : 35 (08 : 17)  | HSG Blomberg-Lippe      | 09.01.10, Sa. 18:15 Uhr |
| SV Allensbach              | 25 : 35 (10 : 16)  | Thüringer HC            | 09.01.10, Sa. 19:30 Uhr |
| TuS Weibern                | 41 : 46 (18 : 15)  | TV Nellingen            | 09.01.10, Sa. 19:30 Uhr |
| BVB Füchse Berlin          | 25 : 27 (10 : 11)  | SV Union Halle-Neustadt | 09.01.10, Sa. 19:30 Uhr |
| SV Union Halle-Neustadt II | 00 : 00 (00 : 00)* | SVG Celle               | 10.01.10, So. 00:00 Uhr |
| SG Handball Rosengarten    | 36 : 35 (14 : 19)  | SC Greven 09            | 10.01.10, So. 15:00 Uhr |
| TSV Travemünde             | 26 : 29 (11 : 17)  | Borussia Dortmund       | 10.01.10, So. 15:15 Uhr |
| FSG Sulzbach/Leidersbach   | 21 : 28 (12 : 13)  | VfL Sindelfingen        | 10.01.10, So. 16:00 Uhr |
| TuS Lintfort               | 23 : 42 (09 : 18)  | Frisch Auf Göppingen    | 10.01.10, So. 16:00 Uhr |
| TV Beyeröhde               | 24 : 41 (10 : 25)  | VfL Oldenburg           | 10.01.10, So. 16:00 Uhr |
| HSC 2000 Magdeburg         | 23 : 33 (10 : 19)  | FHC Frankfurter/Oder    | 10.01.10, So. 16:00 Uhr |
| Rostocker HC               | 18 : 39 (09 : 16)  | HC Leipzig              | 13.01.10, Mi. 19:00 Uhr |

* Aufgrund widriger Witterungsbedingungen ausgefallen. SV Union Halle-Neustadt II verzichtete aufgrund von Hallenproblemen auf Neuaustragung. SVG Celle somit kampflos weiter.

### Achtelfinale
Die Auslosung des Achtelfinales fand am 13. Januar 2010 statt.

Die Ligen der Teams entsprechen der Saison 2009/10. 

Für das Achtelfinale sind folgende Mannschaften qualifiziert:
| Bundesliga | 2. Bundesliga                                                                             |
| - Bayer Leverkusen - HC Leipzig - Buxtehuder SV - FHC Frankfurter/Oder - VfL Oldenburg - HSG Blomberg-Lippe - Frisch Auf Göppingen - DJK/MJC Trier - Thüringer HC - Borussia Dortmund - SVG Celle - VfL Sindelfingen | Nord - SG Handball Rosengarten - SV Union Halle-Neustadt Süd - TV Nellingen - TV Mainzlar |

Die Spiele des Achtelfinales finden am 12./13./14./17. Februar 2010 statt. Der Gewinner jeder Partie zieht in das Viertelfinale des DHB-Pokals 2010 ein.
| Heimmannschaft          | Endergebnis       | Gastmannschaft       | Datum & Zeit            |
| ----------------------- | ----------------- | -------------------- | ----------------------- |
| TV Nellingen            | 30 : 27 (17 : 12) | Borussia Dortmund    | 12.02.10, Fr. 20:00 Uhr |
| HSG Blomberg-Lippe      | 27 : 23 (15 : 10) | Thüringer HC         | 13.02.10, Sa. 16:30 Uhr |
| TV Mainzlar             | 19 : 45 (06 : 19) | DJK/MJC Trier        | 13.02.10, Sa. 19:30 Uhr |
| VfL Sindelfingen        | 23 : 35 (09 : 19) | FHC Frankfurter/Oder | 14.02.10, So. 16:00 Uhr |
| SG Handball Rosengarten | 18 : 36 (10 : 15) | Bayer Leverkusen     | 17.02.10, Mi. 19:30 Uhr |
| VfL Oldenburg           | 37 : 24 (18 : 13) | SVG Celle            | 17.02.10, Mi. 19:30 Uhr |
| SV Union Halle-Neustadt | 19 : 33 (10 : 16) | Buxtehuder SV        | 17.02.10, Mi. 19:30 Uhr |
| Frisch Auf Göppingen    | 23 : 30 (12 : 13) | HC Leipzig           | 17.02.10, Mi. 20:00 Uhr |

### Viertelfinale
Die Auslosung des Viertelfinales fand am 20. Februar 2010 in Celle statt.

Die Ligen der Teams entsprechen der Saison 2009/10. 

Für das Viertelfinale sind folgende Mannschaften qualifiziert:
| Bundesliga | 2. Bundesliga      |
| - Bayer Leverkusen - HC Leipzig - Buxtehuder SV - FHC Frankfurter/Oder - VfL Oldenburg - HSG Blomberg-Lippe - DJK/MJC Trier | Süd - TV Nellingen |

Die Spiele des Viertelfinales finden am 20./24. März 2010 statt. Der Gewinner jeder Partie zieht in das Final Four des DHB-Pokals 2010 ein.
| Heimmannschaft       | Endergebnis       | Gastmannschaft     | Datum & Zeit            |
| -------------------- | ----------------- | ------------------ | ----------------------- |
| FHC Frankfurter/Oder | 40 : 31 (24 : 15) | TV Nellingen       | 20.03.10, Sa. 16:00 Uhr |
| HC Leipzig           | 23 : 26 (12 : 12) | Bayer Leverkusen   | 24.03.10, Mi. 19:30 Uhr |
| Buxtehuder SV        | 25 : 22 (10 : 13) | DJK/MJC Trier      | 24.03.10, Mi. 19:30 Uhr |
| VfL Oldenburg        | 27 : 32 (14 : 19) | HSG Blomberg-Lippe | 24.03.10, Mi. 19:30 Uhr |

## Finalrunden

### Halbfinale
Die Auslosung des Halbfinales fand am 28. März 2010 statt.

Die Ligen der Teams entsprechen der Saison 2008/09.

Für das Halbfinale sind folgende Mannschaften qualifiziert:
| Bundesliga                                                                     |
| - Bayer Leverkusen - Buxtehuder SV - FHC Frankfurter/Oder - HSG Blomberg-Lippe |

Die Spiele des Halbfinales fanden am 1. Mai 2010 statt. Der Gewinner jeder Partie zog in das Finale des DHB-Pokals 2010 ein.
| Heimmannschaft       | Endergebnis       | Gastmannschaft     | Datum & Zeit            |
| -------------------- | ----------------- | ------------------ | ----------------------- |
| FHC Frankfurter/Oder | 27 : 29 (11 : 12) | HSG Blomberg-Lippe | 01.05.10, Sa. 15:00 Uhr |
| Buxtehuder SV        | 21 : 31 (11 : 15) | Bayer Leverkusen   | 01.05.10, Sa. 17:00 Uhr |

#### Frankfurter HC – HSG Blomberg-Lippe27: 29 (11: 12)
1. Mai 2010 in Riesa, Erdgasarena, ca. 850 Zuschauer
Frankfurter HC: Herrmann, Burrekers – Mietzner   (10/3), Beier   (6), Schneider   (5), Gubernatis (2/2), Nega (2), Paap (1), Eickhoff (1), Scheidemann, Trumpf, Preis, Wegner
HSG Blomberg-Lippe: Hagel, Oldenburg – Seiffert  (8/1), Neukamp (7), Lang   (5), Krüger (3), Ilyés (3/3), Wohlbold  (2), Lehnhoff (1), Dorna, Mißling  , Leppert, Berndt, Urbannek
Schiedsrichter: Lars Schaller & Sebastian Wutzler

#### Buxtehuder SV – Bayer Leverkusen21: 31 (11: 12)
1. Mai 2010 in Riesa, Erdgasarena, ca. 850 Zuschauer
Buxtehuder SV: Klijn, Krause – Lamein    (10/5), Bülau  (4), Lütz (2), Oldenburg  (2), Wode (1), Henze (1), Fischer (1), Stapelfeldt, Schmäschke , Prior
Bayer Leverkusen: Glaser, Woltering, Knipprath – Ahlgrimm  (8), Garcia-Almendaris (6), Müller (5), Glankovicová (3), Loerper (3/1), Zapf (2/1), Steinbach  (1), Bönighausen (1), Schückler (1), Engel (1), Byl  
Referees: Robert Schulze & Tobias Tönnies

### Kleines Finale
Das Kleine Finale fand am 2. Mai 2010 statt. Der Gewinner der Partie ist dritter des DHB-Pokals 2010.
| Heimmannschaft       | Endergebnis       | Gastmannschaft | Datum & Zeit            |
| -------------------- | ----------------- | -------------- | ----------------------- |
| FHC Frankfurter/Oder | 19 : 23 (08 : 09) | Buxtehuder SV  | 02.05.10, So. 14:00 Uhr |

#### Frankfurter HC – Buxtehuder SV19: 23 (8: 9)
2. Mai 2010 in Riesa, Erdgasarena, ca. 850 Zuschauer
Frankfurter HC: Herrmann, Burrekers – Mietzner  (9/4), Gubernatis   (3/1), Eickhoff (3), Schneider (2), Nega (1), Wegner (1), Paap, Scheidemann, Beier , Trumpf, Preis
Buxtehuder SV: Klijn, Krause – Stapelfeldt  (5/2), Bülau  (4), Schmäschke (4), Lütz  (4), Henze (2), Fischer (2), Oldenburg   (2), Wode, Lamein  , Prior
Referees: Robert Schulze & Tobias Tönnies

### Finale
Das Finale fand am 2. Mai 2010 statt. Der Gewinner der Partie ist Sieger des DHB-Pokals 2010.
| Heimmannschaft     | Endergebnis       | Gastmannschaft   | Datum & Zeit            |
| ------------------ | ----------------- | ---------------- | ----------------------- |
| HSG Blomberg-Lippe | 23 : 34 (12 : 20) | Bayer Leverkusen | 02.05.10, So. 16:00 Uhr |

#### HSG Blomberg-Lippe – Bayer Leverkusen23: 34 (12: 20)
2. Mai 2010 in Riesa, Erdgasarena, ca. 850 Zuschauer
HSG Blomberg-Lippe: Hagel, Oldenburg – Mißling (10), Seiffert   (5/4), Wohlbold   (3), Krüger (2), Neukamp (1), Ilyés  (1), Berndt (1), Dorna , Leppert, Lehnhoff, Lang , Urbannek
Bayer Leverkusen: Glaser, Woltering, Knipprath – Steinbach  (10/2), Byl (4), Müller  (4), Ahlgrimm  (3), Zapf (3), Glankovicová (2), Loerper  (2/1), Garcia-Almendaris  (2), Engel  (2/1), Bönighausen (1), Schückler (1/1)
Referees: Bernd Methe & Reiner Methe